# Manuel Tejada (futbolista)
Manuel Ángel Tejada Medina (Lima, 12 de enero de 1989) es un futbolista peruano. Juega como lateral derecho y su equipo actual es Pacífico FC SMP de la Liga 3 de Perú. Tiene 36 años.

## Trayectoria
Se formó como futbolista en las divisiones menores de Sporting Cristal. El 21 de febrero de 2008 debutó con camiseta celeste en Primera División ante la Universidad César Vallejo. Jugó al lado del portero peruano José Carvallo y Christian Ramos, quienes fueron mundialistas en la Copa Mundial de Fútbol de 2018.
En el 2012 descendió de categoría con el Sport Boys.
Logró ser campeón de la Liga 2 2021 con Atlético Grau.

## Clubes
| Club                       | País | Año           |
| -------------------------- | ---- | ------------- |
| Sporting Cristal           | Perú | 2008 - 2009   |
| Universidad César Vallejo  | Perú | 2009          |
| Universidad de San Martín  | Perú | 2010 - 2011   |
| Sport Boys                 | Perú | 2012          |
| José Gálvez                | Perú | 2013          |
| Cienciano                  | Perú | 2014          |
| Univ. Técnica de Cajamarca | Perú | 2015          |
| Deportivo Coopsol          | Perú | 2015          |
| Sport Boys                 | Perú | 2016-2020     |
| Atlético Grau              | Perú | 2021-2023     |
| Univ. Técnica de Cajamarca | Perú | 2024          |
| Pacífico FC SMP            | Perú | 2025-presente |

## Palmarés
| Título           | Club          | País | Año  |
| ---------------- | ------------- | ---- | ---- |
| Segunda División | Sport Boys    | Perú | 2017 |
| Liga 2           | Atlético Grau | Perú | 2021 |

### Distinciones individuales
| Distinción                                                                                         | Año  |
| -------------------------------------------------------------------------------------------------- | ---- |
| Incluido en el equipo ideal del Torneo Apertura de Perú según el portal periodístico DeChalaca.com | 2018 |